# Березник (Шенкурский район)
Березник — деревня в Шенкурском районе Архангельской области. Входит в состав муниципального образования «Усть-Паденьгское».

## География
Деревня расположена в южной части Архангельской области, в таёжной зоне, в пределах северной части Русской равнины, в 23 километрах на юг от города Шенкурска, на левом берегу реки Вага, близ впадения в неё притока Шереньга.
Часовой пояс
Березник, как и вся Архангельская область, находится в часовой зоне МСК (московское время). Смещение применяемого времени относительно UTC составляет +3:00.

## Население
| 2002 | 2010 | 2012 |
| ---- | ---- | ---- |
| 6    | →6   | ↘4   |

## Транспорт
Деревня находится на трассе М8.

## Инфраструктура
Территория Полигон для размещения ТКО в деревне Березнике./